# Вуд, Рэй
Ре́ймонд Э́рнест Вуд (англ. Raymond Ernest Wood; 11 июня 1931, Hebburn, Тайн-энд-Уир — 7 июля 2002, Бексхилл-он-Си, Юго-Восточная Англия, более известный как Рэй Вуд (англ. Ray Wood) — английский футболист и футбольный тренер, наиболее известный по своим выступлениям в качестве вратаря «Манчестер Юнайтед». Вуд был очень скоростным игроком: у него была возможность стать профессиональным спринтером, но он выбрал карьеру футболиста. Сыграл три матча за сборную Англии.

## Футбольная карьера
Вуд начал карьеру в качестве любителя в школьной команде графства Дарем, а затем в молодёжной команде клуба «Ньюкасл Юнайтед», но не смог пробиться в его основной состав. В 1949 году перешёл в клуб «Дарлингтон». Проведя в «Дарлингтоне» всего три месяца, он перешёл в «Манчестер Юнайтед» за 5000 фунтов. Его дебют за новый клуб состоялся 3 декабря 1949 года в матче против «Ньюкасл Юнайтед» на стадионе «Олд Траффорд». В первые сезоны редко попадал в основной состав, проигрывая конкуренцию за место в воротах «Юнайтед» сначала опытному Джеку Кромптону, а затем Реджу Аллену. Параллельно выступал за резервную команду «Манчестер Юнайтед», причём на позиции центрального нападающего, забив в сезоне 1950/51 6 голов за команду резервистов. Основным вратарём команды смог стать только в сезоне 1953/54.
В 1954 году дебютировал за национальную сборную Англии.
В сезонах 1955/56 и 1956/57 стал чемпионом Англии в составе «Манчестер Юнайтед».
В финале Кубка Англии 1957 года против «Астон Виллы» Вуд получил травму на шестой минуте матча. Игрок «Виллы» Питер Макпарланд врезался в голкипера «Юнайтед», когда тот поймал мяч после кросса; в результате столкновения Вуд получил перелом челюсти. В те времена замены по ходу матча ещё не были разрешены, поэтому в ворота вместо Вуда пришлось встать полевому игроку, Джеки Бланчфлауэру. Вуд получил медицинскую помощь и через некоторое время вернулся на поле в качестве вингера. После того, как Томми Тейлор отыграл один гол, Вуд вернулся в ворота. «Юнайтед» проиграл эту встречу со счётом 2:1. Тем не менее, «Манчестер Юнайтед» в том сезоне смог защитить чемпионский титул.
В декабре 1957 года «Юнайтед» приобрёл вратаря Гарри Грегга из «Донкастер Роверс» за 23 500 фунтов, побив мировой рекорд стоимости вратаря. После этого Вуд потерял место в основном составе «Юнайтед».
Вуд стал одним из выживших в мюнхенской авиакатастрофе, которая произошла 6 февраля 1958 года. Он получил незначительные ранения, но после этого провёл лишь один матч за «Юнайтед» и в этом же году был продан в «Хаддерсфилд Таун» за 1500 фунтов. Он провёл семь сезонов в «Хаддерсфилде», сыграв более 250 матчей за основной состав. Затем он провёл один сезон в «Брэдфорд Сити», а в 1966 году перешёл в «Барнсли», где и завершил карьеру. В начале 1960-х Мэтт Басби безуспешно пытался вернуть Вуда в «Манчестер Юнайтед» когда Гарри Грегг получил травму.

## Тренерская карьера
После завершения карьеры игрока Рэй Вуд работал тренером в США, Ирландии, Замбии, Канаде, Греции, Кении, Кувейте и Объединённых Арабских Эмиратах. Он был тренером сборных Кипра и Кении по футболу. Он также тренировал американский клуб «Лос-Анджелес Вулвз» и кипрский клуб «АПОЭЛ».

## Личная жизнь
Вуд женился на девушке по имени Элизабет в 1950-е годы, ещё до мюнхенской авиакатастрофы. У пары родились две дочери, но 1970-е годы они развелись. Рэй Вуд умер в 2002 году в возрасте 71 года в городе Бексхилл-он-Си.

## Достижения
Манчестер Юнайтед
- Чемпион Первого дивизиона (2): 1955/56, 1956/57
- Обладатель Суперкубка Англии (2): 1956, 1957
- Итого: 4 трофея